# پناهگاه سنگی سراب شیرزادی ۱
پناهگاه سنگی سراب شیرزادی ۱ مربوط به هزاره ۵ تا ۱ قبل از میلاد است و در شهرستان گیلانغرب، بخش مرکزی، دهستان چله، ۵۰۰ متری شرق روستای سراب شیرزادی واقع شده و این اثر در تاریخ ۱۸ اسفند ۱۳۸۷ با شمارهٔ ثبت ۲۴۸۱۴ به‌عنوان یکی از آثار ملی ایران به ثبت رسیده است.